# ام‌وی کرایت
ام‌وی کرایت (به انگلیسی: MV Krait) یک کشتی بود که طول آن ۲۱٫۳۳ متر (۷۰٫۰ فوت) بود.